# Eilema griseotincta
Eilema griseotincta är en fjärilsart som beskrevs av Daniel 1954. Eilema griseotincta ingår i släktet Eilema och familjen björnspinnare. Inga underarter finns listade i Catalogue of Life.